# Hermann Bahr
Hermann Bahr, född 19 juli 1863 i Linz, död 15 januari 1934 i München, var en österrikisk författare. Han var från 1909 gift med sångerskan Anna von Mildenburg.

## Biografi
Hermann Bahr var utrustad med rikt temperament och en ovanlig intellektuell rörlighet och följde smidigt tidsandans skiftningar, vilka återspeglades i hans produktion. I början omfattade han naturalismens åskådning, men blev under 1890-talet förkämpe för en antinaturalistisk, estetisk individualism och symbolism efter franskt mönster. Han sökte sig senare till rent wienska traditioner. På äldre dagar konverterade han från protestantismen till katolicismen. Bahrs lustspel Konserten spelades på Svenska teatern i Stockholm 1910. Den analys av samtida bildkonst som han gjorde i essäboken Expressionismus (1916) bidrog till ett större och mer enhetligt bruk av termen expressionism också inom andra konstarter.

### På svenska
- Individualism och socialism (översättning G. F. S., Suneson, 1886)
- Teater: en Wienroman (Theater) (översättning Karin Allardt Ekelund, Bonnier, 1919)